# 21 december
21 december is de 355ste dag van het jaar (356ste dag in een schrikkeljaar) in de gregoriaanse kalender. Tevens de kortste dag van het jaar op het noordelijk halfrond. Hierna volgen nog 10 dagen tot het einde van het jaar.

## Gebeurtenissen
- Algemeen
  - 1163 - Midden Nederland wordt getroffen door de Sint-Thomasvloed.[1]
  - 1533 - Hernando de Grijalva ontdekt de Revillagigedo Archipel.[1]
  - 1607 - Pieter Willemszoon Verhoeff, de held van de Slag bij Gibraltar, vertrekt als admiraal van de VOC naar Nederlands-Indië.[1]
  - 1906 - De Nederlandse marine neemt haar eerste onderzeeboot in dienst: Hr. Ms. O 1.[1]
  - 1907 - Bloedbad in de school Santa María in Iquique in Chili. 2200 mensen worden door het leger doodgeschoten.
  - 1913 - In de New York World verschijnt de eerste kruiswoordpuzzel. Hij is bedacht door Arthur Wynne.
  - 1964 - In Groot-Brittannië wordt de doodstraf afgeschaft.[1]
  - 1965 - Internationaal Verdrag inzake de uitbanning van alle vormen van rassendiscriminatie wordt aangenomen.
  - 1988 - 270 mensen komen om als een vliegtuig tijdens Pan Am vlucht 103 explodeert en neerstort op Lockerbie (Schotland). De aanslag leidt tot een jarenlange boycot van Libië.
  - 1992 - Op het vliegveld van Faro (Portugal) stort een DC-10 van Martinair afkomstig van Schiphol neer. Bij deze vliegramp komen 56 mensen om het leven.
  - 2012 - Einde van de dertiende baktun van de Mayakalender (13.0.0.0.0 4 Ahau 3 Kankin). Sommigen zagen hierin het einde van de wereld (2012-fenomeen).[a]
  - 2023 - In Praag (Tsjechië) schiet een oud-student 14 personen dood bij de Karelsuniversiteit Praag en slaat daarna de hand aan zichzelf. Ook vallen er zeker 24 gewonden waaronder een Nederlander.[2]
  - 2023 - Door storm Pia vallen in Nederland enkele gewonden door omvallende bomen. In België eist een door de storm omvallende kerstboom op de Markt van Oudenaarde een leven en er vallen twee gewonden. Vanwege hoog water zijn in Nederland op verschillende plekken dijkdoorgangen en stormvloedkeringen gesloten. De storm zorgt ook voor hinder voor de luchtvaart, het scheepvaartverkeer naar de Waddeneilanden, het openbaar vervoer en het wegverkeer.[3][4]

- Kunst en cultuur
  - 1937 - Walt Disney brengt Sneeuwwitje en de zeven dwergen uit, de eerste tekenfilm van speelfilmlengte.[1]

- Media
  - 2012 - De videoclip van de single Gangnam Style van de Zuid-Koreaanse zanger PSY overschrijdt op YouTube als eerste internetvideo de kaap van 1 miljard views.[5]
  - 2021 - Na 21 jaar wordt de laatste aflevering van het televisieprogramma Opgelicht?! uitgezonden.
  - 2023 - Acteur Guga Baúl wint het 21e seizoen van De Slimste Mens ter Wereld door weervrouw Jacotte Brokken in de finale te verslaan.[6]

- Oorlog
  - 1937 - De eerste versie van het plan voor Fall Grün wordt door de Duitse militairen afgeleverd.[1]
  - 1979 - Lancaster House Agreement: de onafhankelijkheidsverklaring voor Rhodesië wordt ondertekend in Londen.

- Politiek
  - 1936 - Muhammad Ali Bey al-Abid treedt af als president van Syrië.
  - 1986 - De senaat van Uruguay keurt een wetsvoorstel goed dat strafvervolging wegens schending van de mensenrechten uitsluit.
  - 1988 - De rechtbank van Brussel laat beslag leggen op drie eigendommen van de Zaïrese president Mobutu Sese Seko op verzoek van het Belgische bedrijf Cotoni.
  - 2007 - Estland, Hongarije, Letland, Litouwen, Malta, Polen, Slovenië, Slowakije en Tsjechië horen voortaan bij de Schengenlanden.
  - 2010 - Milo Đukanović treedt af als premier van Montenegro.
  - 2018 - Piet van Dijk dient na ruim een jaar zijn ontslag in bij de commissaris van de Koning Jetta Klijnsma als burgemeester van de gemeente Aa en Hunze. Op 14 september 2017 was hij aangetreden als burgemeester.
  - 2022 - Benjamin Netanyahu maakt bekend dat hij met zijn partij Likoed een nieuwe regering in de Knesset heeft gevormd.[7]
  - 2023 - Rudy Giuliani, de oud-burgemeester van New York en voormalig advocaat van Donald Trump, vraagt faillissement aan nadat hij op 15 december 2023 door een Amerikaanse jury werd veroordeeld tot het betalen van een schadevergoeding van omgerekend 136 miljoen euro. Hij wil zich hiermee beschermen tegen schuldeisers en tijd winnen om in beroep te gaan tegen de boete.[8]

- Sport
  - 1919 - In Katowice wordt de Poolse voetbalbond (PZPN) opgericht.
  - 1983 - Tot ontzetting van Nederland wint naaste concurrent Spanje in Sevilla met 12-1 van laagvlieger Malta. Oranje is daardoor op doelsaldo uitgeschakeld voor deelname aan het EK voetbal 1984.
  - 1986 - Het Nederlands voetbalelftal doet goede zaken in de EK-kwalificatiereeks door Cyprus in Nicosia met 2-0 te verslaan. Ruud Gullit en John Bosman maken de doelpunten. Simon Tahamata speelt zijn 22ste en laatste interland voor Oranje.
  - 1997 - Het Braziliaans voetbalelftal wint de derde editie van de Confederations Cup door Tsjechië in de finale met 6-0 te verslaan.
  - 2011 - Het Spaans voetbalelftal sluit voor het vierde jaar op rij af als de nummer 1 op de FIFA-wereldranglijst.
  - 2011 - Scheidsrechter Bas Nijhuis staakt de voetbalbekerwedstrijd AFC Ajax–AZ Alkmaar na een confrontatie tussen een Ajax-supporter en AZ-doelman Esteban Alvarado.
  - 2012 - AGOVV Apeldoorn speelt naar later blijkt de laatste wedstrijd in het betaalde voetbal. Op eigen veld wordt met 2-0 verloren van Fortuna Sittard.
  - 2017 - Ajax directie onder leiding van Edwin van de Sar ontslaat trainer Marcel Keizer en zijn assistenten Dennis Bergkamp en Hennie Spijkerman.
  - 2021 - De Nederlandse vrouwenestafetteploeg haalt brons op de 4x50 meter vrije slag bij de Wereld Kampioenschappen kortebaanzwemmen in Abu Dhabi. De Verenigde Staten en Zweden zijn sneller.[9]
  - 2021 - Ranomi Kromowidjojo pakt zilver op de 50 meter vrije slag bij de Wereld Kampioenschappen kortebaanzwemmen in Abu Dhabi. De Zweedse Sarah Sjöström is sneller en de Poolse Katarzyna Wasick wordt derde.[9]
  - 2022 - Schaatsster Irene Schouten en Formule 1-coureur Max Verstappen worden gekozen tot respectievelijk Nederlands sportvrouw en -man van het jaar.[10] De atletes van de 4x400 meter vrouwenestafetteploeg worden tot sportploeg van het jaar gekozen.[11]
  - 2023 - Ajax wordt in Stadion Galgenwaard in de strijd om de KNVB Beker met 3-2 uitgeschakeld door de amateurs van USV Hercules. Het is de eerste keer dat Ajax in de strijd om de KNVB Beker verliest van een amateurteam. Ajax aanvoerder Jorrel Hato noemt het verlies 'terecht'.[12][13]

- Wetenschap en technologie
  - 1898 - Marie Curie en Pierre Curie ontdekken het radium.[1]
  - 1968 - De Apollo 8 wordt gelanceerd, het eerste bemande ruimtevaartuig dat rond de maan zal cirkelen.[14]
  - 1988 - Eerste vlucht van een Antonov An-225, het zwaarste en grootste vliegtuig ter wereld. Het Russische transportvliegtuig werd ontworpen om de Boeran, de Russische tegenhanger van de Amerikaanse spaceshuttle, te transporteren.
  - 2021 - Wetenschappers van Joint European Torus in Oxfordshire, Verenigd Koninkrijk wekken met kernfusie een recordhoeveelheid van 59 megajoule energie op.[15]
  - 2023 - Rijkswaterstaat meldt dat de Maeslantkering in de Nieuwe Waterweg bij Hoek van Holland voor het eerst sinds de oplevering in 1997 automatisch sluit vanwege een hoge waterstand in combinatie met de storm Pia. Hierdoor gaat ook de Hartelkering boven het Hartelkanaal bij Spijkenisse dicht omdat beide keringen samen de Europoortkering vormen. Verder sluiten de Hollandsche IJsselkering bij Capelle aan den IJssel, de Oosterscheldekering in Zeeland, de Haringvlietsluizen, en de Ramspolkering bij Kampen. Het is de tweede keer in de geschiedenis dat de zes grote keringen tegelijkertijd dicht gaan.[16][17]

## Geboren

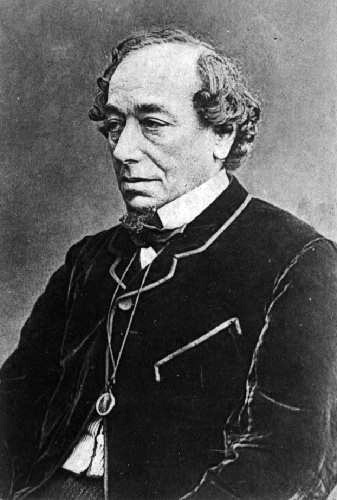
Benjamin Disraeli,
geboren in 1804

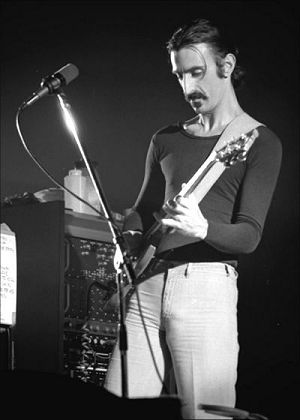
Frank Zappa,
geboren in 1940

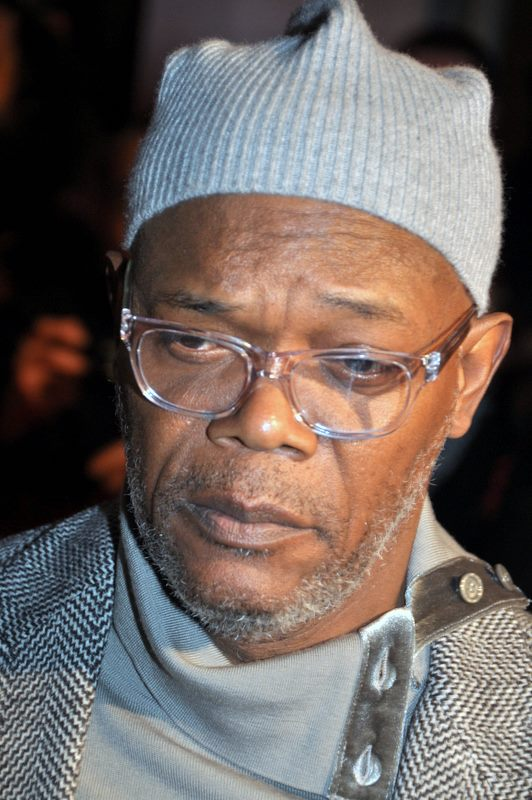
Samuel L. Jackson,
geboren in 1948

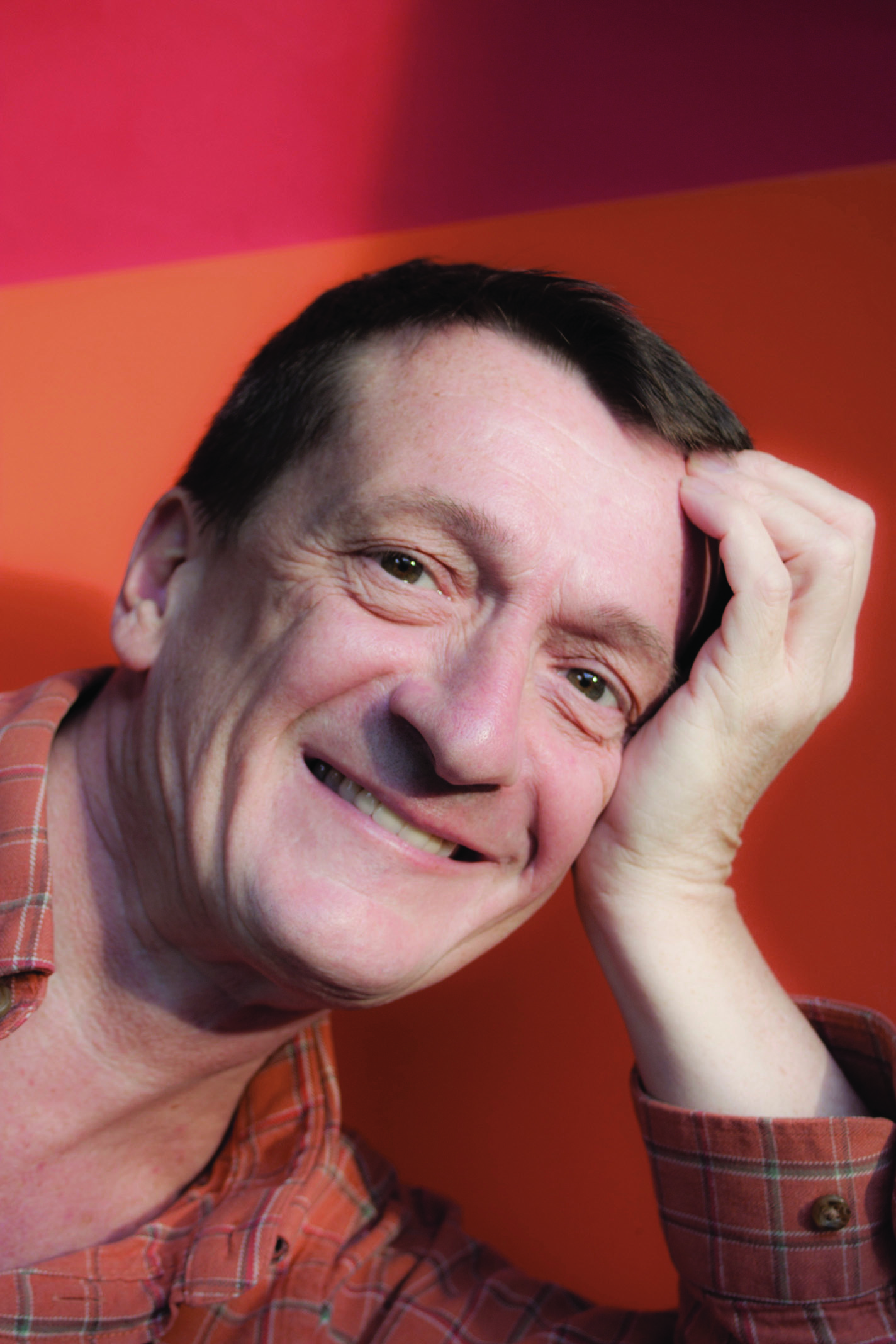
Ted van Lieshout,
geboren in 1955

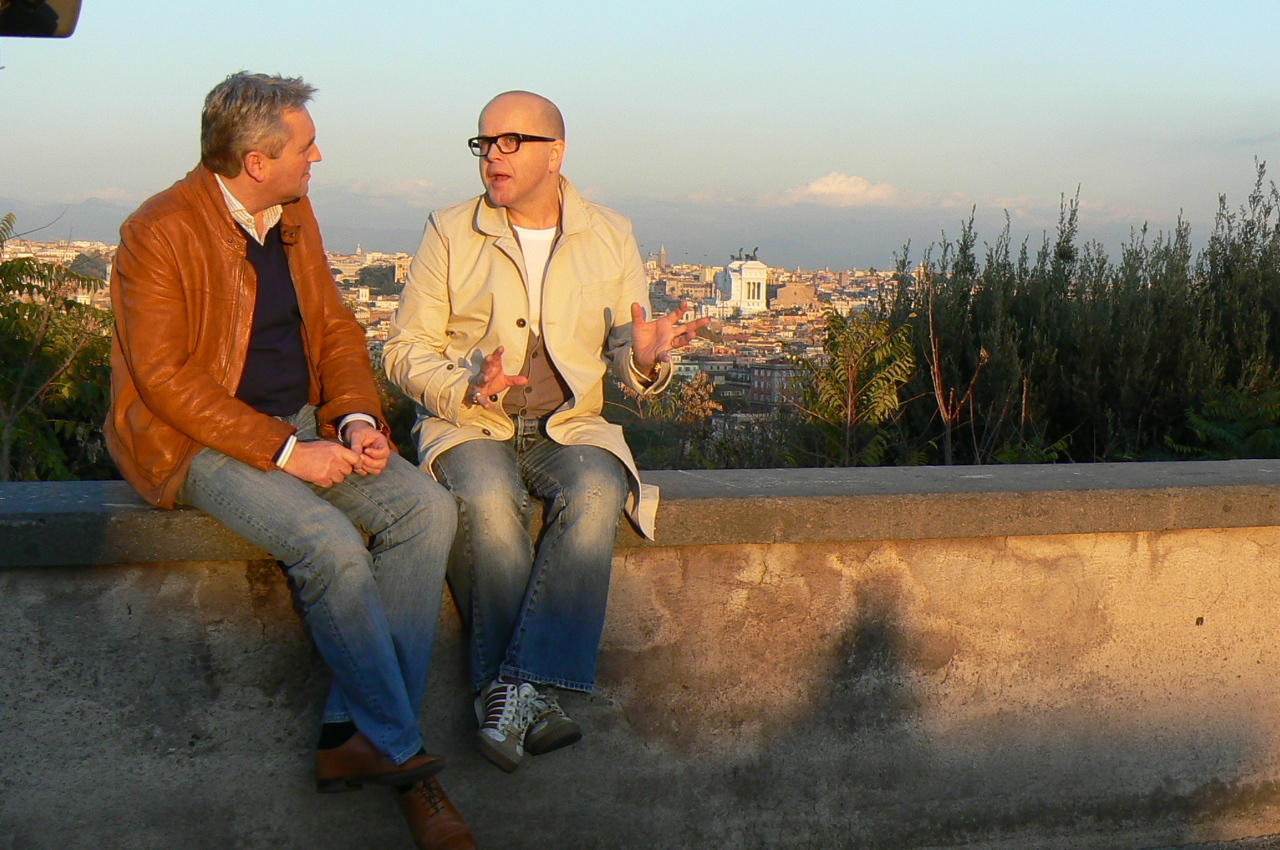
Marc-Marie Huijbregts,
geboren in 1964

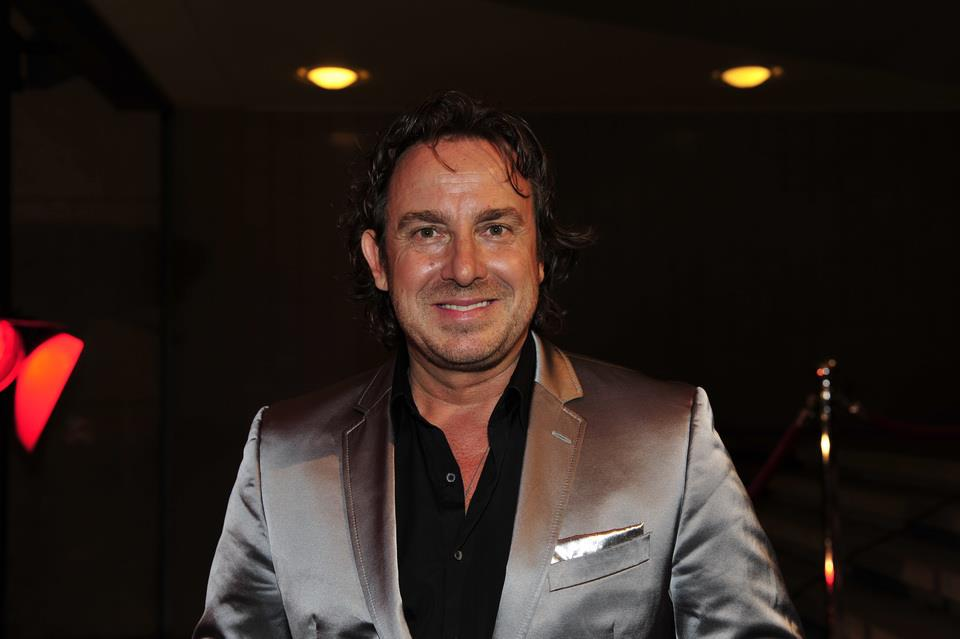
Marco Borsato,
geboren in 1966

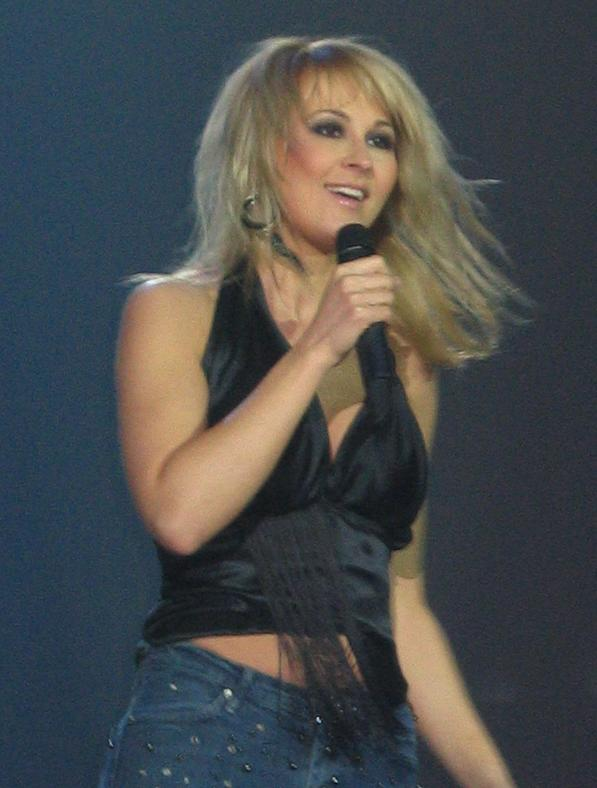
Karmen Stavec,
geboren in 1973

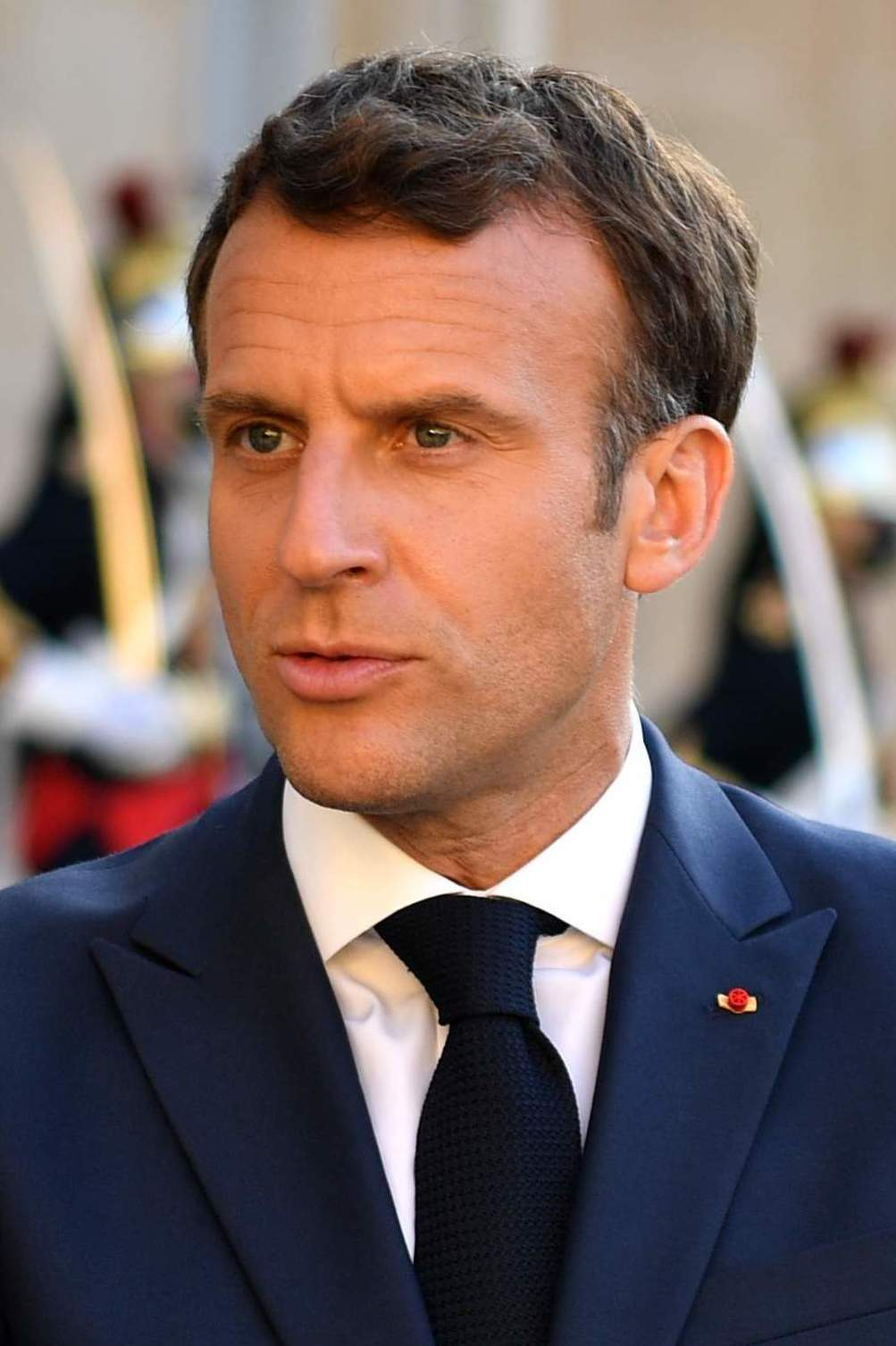
Emmanuel Macron,
geboren in 1977

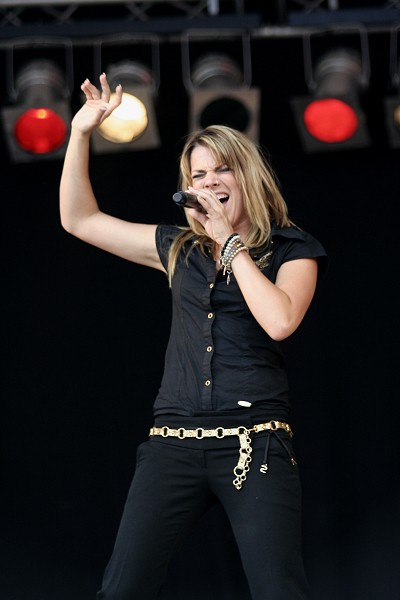
Nikki Kerkhof,
geboren in 1983

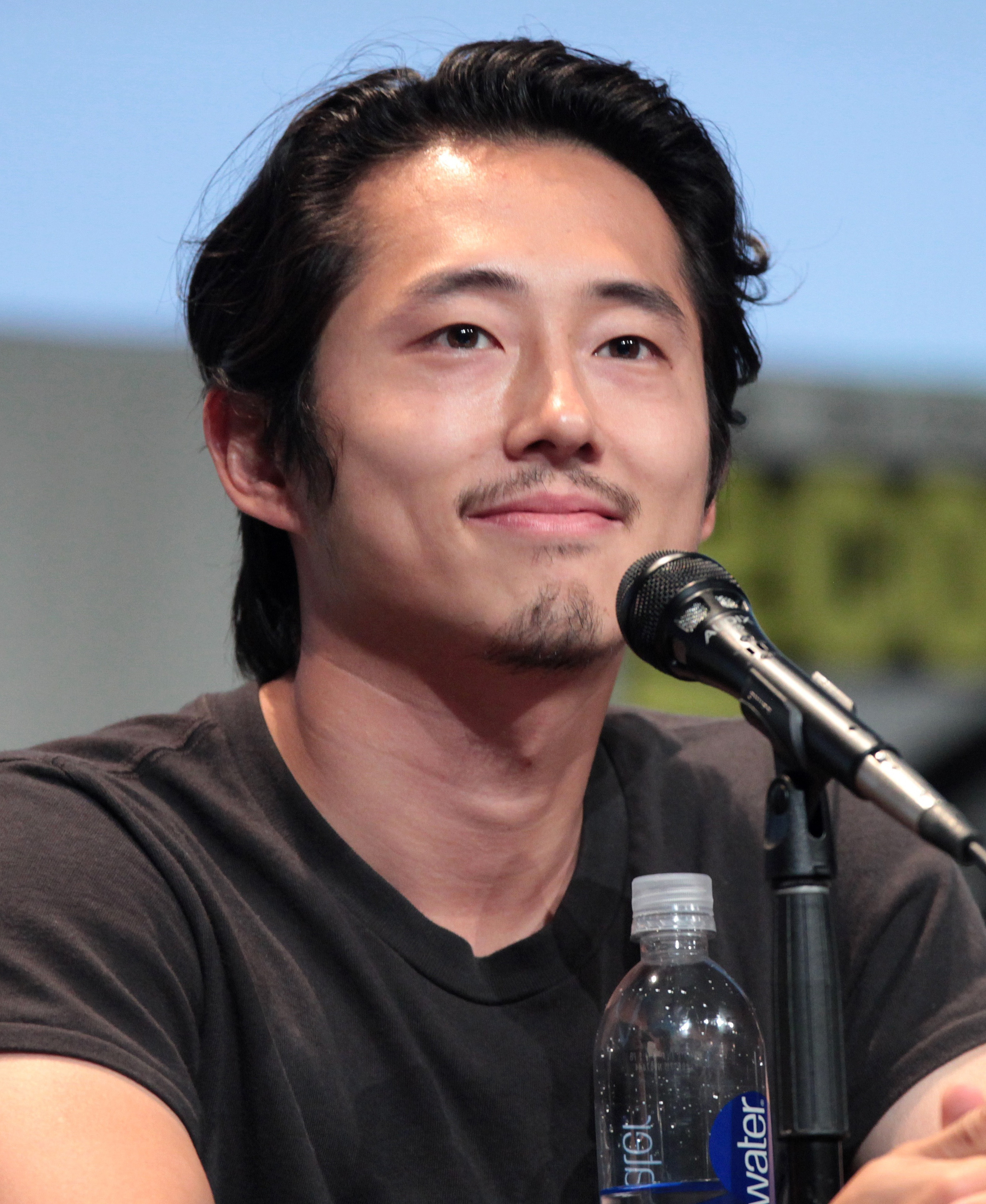
Steven Yeun,
geboren in 1983

- 1639 - Jean Racine, Frans schrijver (overleden 1699)
- 1804 - Benjamin Disraeli, Brits politicus (overleden 1881)
- 1818 - Amalia van Oldenburg, Koningin der Hellenen en hertogin van Oldenburg, uit het Huis Holstein-Gottorp (overleden 1875)
- 1872 - Lorenzo Perosi, Italiaans priester en componist (overleden 1956)
- 1879 - Jef van den Eynde, Belgisch studentenleider (overleden 1929)
- 1879 - Théodore Limperg, Nederlands econoom (overleden 1961)
- 1880 - Hashiguchi Goyō, Japans kunstschilder en prentkunstenaar (overleden 1921)
- 1889 - Sewall Wright, Amerikaans geneticus en evolutiebioloog (overleden 1988)
- 1890 - Hermann Joseph Muller, Amerikaans geneticus (overleden 1967)
- 1893 - Johan van Veen, Nederlands waterstaatkundige (overleden 1959)
- 1896 - Carl Romme, Nederlands politicus (overleden 1980)
- 1898 - Romanie Pollet, was oudste mens van België (overleden 2009)
- 1900 - Marinus van der Goes van Naters, Nederlands politicus (overleden 2005)
- 1900 - Paul-Willem Segers, Belgisch politicus en minister (overleden 1983)
- 1907 - Garmt Stuiveling, Nederlands schrijver (overleden 1985)
- 1909 - George Ball, Amerikaans diplomaat (overleden 1994)
- 1911 - Paul Burkhard, Zwitsers componist (overleden 1977)
- 1915 - Werner von Trapp, Oostenrijks-Amerikaans zanger (overleden 2007)
- 1917 - Heinrich Böll, Duits schrijver (overleden 1985)
- 1917 - Jérôme Heldring, Nederlands journalist en columnist (overleden 2013)
- 1918 - Kurt Waldheim, Oostenrijks diplomaat en politicus (overleden 2007)
- 1921 - Alicia Alonso, Cubaans choreografe (overleden 2019)
- 1921 - Karl-Günther Bechem, Duits autocoureur (overleden 2011)
- 1921 - Peter Croker, Engels voetballer (overleden 2011)
- 1921 - Maila Nurmi (Vampira), Amerikaans televisie- en filmster (overleden 2008)
- 1923 - Flory Jagoda, Amerikaans zangeres en songwriter van Bosnisch-Joodse afkomst (overleden 2021)
- 1924 - Rita Reys, Nederlands jazz-zangeres (overleden 2013)
- 1925 - Nic Loning, Nederlands kunstenaar (overleden 1984)
- 1926 - Arnošt Lustig, Tsjechisch schrijver en journalist (overleden 2011)
- 1928 - Jan Sierhuis, Nederlands kunstschilder (overleden 2023)
- 1929 - Alfredo Lim, Filipijns politicus (overleden 2020)
- 1929 - Erwin de Vries, Surinaams beeldend kunstenaar (overleden 2018)
- 1930 - Humphrey Mijnals, Surinaams-Nederlands voetballer (overleden 2019)
- 1931 - Caroline Kaart, Schots-Nederlands zangeres, actrice en radiopresentatrice (overleden 2020)
- 1932 - Cornelius Rogge, Nederlands kunstenaar (overleden 2023)
- 1933 - Maria de Booy, Nederlands actrice en cabaretière
- 1934 - Ole Madsen, Deens voetballer (overleden 2006)
- 1935 - John G. Avildsen, Amerikaans filmregisseur (overleden 2017)
- 1935 - Lorenzo Bandini, Italiaans autocoureur (overleden 1967)
- 1935 - Armin Kurt Seiffert Amerikaans roeier
- 1935 - Jidéhem (Jean De Mesmaeker), Belgisch striptekenaar (overleden 2017)
- 1937 - Jane Fonda, Amerikaans actrice
- 1938 - Larry Bryggman, Amerikaans acteur
- 1938 - John Harvey, Brits auteur
- 1938 - Dick Kraaijveld, Nederlands politicus (overleden 2021)
- 1939 - Carlos do Carmo, Portugees zanger (overleden 2021)
- 1939 - Wes Farrell, Amerikaans songwriter en muziekuitgever (overleden 1996)
- 1939 - Victor Van Schil, Belgisch wielrenner (overleden 2009)
- 1940 - Ray Hildebrand, Amerikaans muzikant (overleden 2023)
- 1940 - Frank Zappa, Amerikaans componist en musicus (overleden 1993)
- 1941 - Ine Schenkkan, Nederlands danseres en filmregisseur (overleden 2001)
- 1942 - Hu Jintao, President van de Volksrepubliek China
- 1942 - Reinhard Mey, Duits zanger en liedjesschrijver
- 1942 - Derek Parfit, Brits filosoof (overleden 2017)
- 1942 - Carla Thomas, Amerikaans soulzangeres
- 1943 - Aimé Anthuenis, Belgisch voetbalcoach
- 1943 - André Arthur, Canadees politicus (overleden 2022)
- 1943 - Rick Nicolet, Nederlands actrice
- 1945 - Millie Hughes-Fulford, Amerikaans astronaute (overleden 2021)
- 1946 - Kevin Peek, Australisch gitarist (overleden 2013)
- 1947 - Paco de Lucía, Spaans gitarist en componist van flamencomuziek (overleden 2014)
- 1947 - Constant Vecht, Nederlands journalist en kunsthandelaar (overleden 2020)
- 1947 - Mark Willems, Belgisch acteur
- 1948 - Samuel L. Jackson, Amerikaans acteur
- 1948 - Thierry Mugler, Frans modeontwerper (overleden 2022)
- 1948 - Lucien Rottiers, Belgisch atleet
- 1948 - Willem Vermeend, Nederlands politicus
- 1949 - Thomas Sankara, Burkinees revolutionair en president (overleden 1987)
- 1950 - Kerry Sanderson, 32e gouverneur van West-Australië
- 1952 - Lida Berkhout, Nederlands atlete
- 1952 - Dennis Boutsikaris, Amerikaans acteur
- 1952 - Vladimer Goetsaevi, Sovjet-Georgisch voetballer en trainer
- 1953 - Betty Wright, Amerikaans soulzangeres (overleden 2020)
- 1954 - Kai Arne Engelstad, Noors schaatser
- 1954 - Chris Evert, Amerikaans tennisster
- 1955 - Felix Gasselich, Oostenrijks voetballer
- 1955 - Jane Kaczmarek, Amerikaans actrice
- 1955 - Ted van Lieshout, Nederlands schrijver, dichter en beeldend kunstenaar
- 1956 - Kevin Burnham, Amerikaans zeiler (overleden 2020)
- 1956 - Dave Laut, Amerikaans kogelstoter (overleden 2009)
- 1956 - Willem Lust, Nederlands televisiejournalist
- 1957 - Roberto Cifuentes Parada, Nederlands schaker
- 1957 - Ray Romano, Amerikaans stand-upcomedian en acteur
- 1958 - Tamara Bykova, (Sovjet-)Russisch atlete
- 1958 - Cerge Remonde, Filipijns journalist en presidentieel woordvoerder (overleden 2010)
- 1959 - Florence Griffith-Joyner, Amerikaans atlete (overleden 1998)
- 1959 - Kay Worthington, Canadees roeier
- 1960 - Annick Segal, Belgisch actrice
- 1961 - Klaar van der Lippe, Nederlands beeldend kunstenaar
- 1961 - Densign White, Brits judoka
- 1962 - Antony de Ávila, Colombiaans voetballer
- 1964 - Bibi Dumon Tak, Nederlands (kinderboeken)schrijfster
- 1964 - Marc-Marie Huijbregts, Nederlands stand-upcomedian en acteur
- 1964 - Noel Sanvicente, Venezolaans voetballer en voetbalcoach
- 1964 - Kris Wauters, Belgisch muzikant
- 1964 - Koert Westerman, Nederlands sportpresentator en commentator
- 1965 - Andy Dick, Amerikaans komiek en acteur
- 1965 - Anke Engelke, Duits actrice en presentatrice
- 1965 - Cem Özdemir, Duits politicus
- 1966 - Marco Borsato, Nederlands zanger
- 1966 - Michelle Hurd, Amerikaans actrice
- 1966 - William Ruto, Keniaans politicus; president sinds 2022
- 1966 - Kiefer Sutherland, Brits-Canadees acteur
- 1967 - Micheil Saakasjvili, President van Georgië
- 1968 - Raoul Deleo, Nederlands illustrator en animator
- 1968 - Vanessa Marquez, Amerikaans actrice (overleden 2018)
- 1968 - Papa Touwtjie, Surinaams reggaezanger (overleden 2005)
- 1969 - Julie Delpy, Frans actrice
- 1969 - Jack Noseworthy, Amerikaans acteur
- 1969 - Magnus Samuelsson, Zweeds acteur
- 1970 - Nasser Al-Attiyah, Qatarees rallyrijder
- 1970 - Bart De Wever, Belgisch politicus
- 1971 - Matthieu Chedid, Frans zanger en componist
- 1972 - Debby Mansveld, Nederlands wielrenster
- 1972 - Harri Ylönen, Fins voetballer
- 1972 - Claudia Poll, Costa Ricaans zwemster
- 1973 - Matías Almeyda, Argentijns voetballer
- 1973 - Igor Kravtsov, Russisch roeier
- 1973 - Karmen Stavec, Sloveens muzikante en popzangeres
- 1974 - Sandra Torres, Argentijns atlete
- 1974 - Karrie Webb, Australisch golfspeelster
- 1975 - Charles Michel, Belgisch politicus en premier van België
- 1976 - Mirela Maniani, Grieks-Albanees atlete
- 1977 - Emmanuel Macron, Frans president
- 1977 - Alex Chandre de Oliveira, Braziliaans voetballer
- 1977 - Klodian Duro, Albanees voetballer
- 1977 - Simon Dyson, Engels golfer
- 1978 - Emiliano Brembilla, Italiaans zwemmer
- 1978 - Tom Vannoppen, Belgisch veldrijder
- 1979 - Tuva Novotny, Zweeds actrice, zangeres, regisseur en scenarioschrijver
- 1980 - Stefan Liv, Zweeds ijshockeyer (overleden 2011)
- 1981 - Cristian Zaccardo, Italiaans voetballer
- 1982 - Alexia Barlier, Frans actrice
- 1982 - Iljo Keisse, Belgisch wielrenner
- 1982 - Melvin Klooster, Nederlands acteur en presentator
- 1982 - Thomas (Tom) Payne, Brits acteur
- 1983 - Nikki Kerkhof, Nederlands zangeres
- 1983 - Niels Scheuneman, Nederlands wielrenner
- 1983 - Tomoka Takeuchi, Japans snowboardster
- 1983 - Daria Tkatsjenko, Oekraïens damster
- 1983 - Steven Yeun, Zuid-Koreaans Amerikaans acteur
- 1984 - Alexandros Kefalas, Grieks skeletonracer
- 1984 - Jemima Sumgong, Keniaans atlete
- 1986 - João Benta, Portugees wielrenner
- 1986 - Yvonne Coldeweijer, Nederlands presentatrice, zangeres, actrice en vlogger
- 1986 - Sébastien Siani, Kameroens voetballer
- 1987 - Ingrid Coenradie, Nederlands politica (PVV)
- 1987 - Vincent Vanasch, Belgisch hockeyer
- 1988 - Anneloes Kock, Nederlands voetbalster
- 1989 - Cheikhou Kouyaté, Senegalees voetballer
- 1989 - Jorien ter Mors, Nederlands shorttrackster
- 1989 - Shohei Tochimoto, Japans schansspringer
- 1989 - Ameer Webb, Amerikaans atleet
- 1990 - Yvette Broch, Nederlands handbalster
- 1990 - Ioannis Fetfatzidis, Grieks voetballer
- 1993 - Romain Détraz, Zwitsers freestyleskiër
- 1993 - Michelle Gatting, Deens autocoureur
- 1993 - Pascal Tan, Nederlands skater, acteur, presentator en kunstenaar
- 1994 - Paul Kok, Nederlands voetballer
- 1994 - Noël Soumah, Senegalees voetballer
- 1995 - Michael Ruben Rinaldi, Italiaans motorcoureur
- 1995 - Margo Van Puyvelde, Belgisch atlete
- 1997 - Michel Tsiba, Nederlands kunstschaatser
- 1998 - Delaney Schnell, Amerikaans schoonspringster
- 2001 - Alonso López, Spaans motorcoureur
- 2001 - Michael Olise, Frans voetballer
- 2003 - Esther Makken, Nederlands voetbalster
- 2004 - Noel León, Mexicaans autocoureur
- 2004 - Diego Pescador, Colombiaans wielrenner
- 2005 - Cacharel Promes, Nederlands voetbalster
- 2006 - Nikola Tsolov, Bulgaars autocoureur
- 2007 - Rose Ivens, Nederlands voetbalster

## Overleden

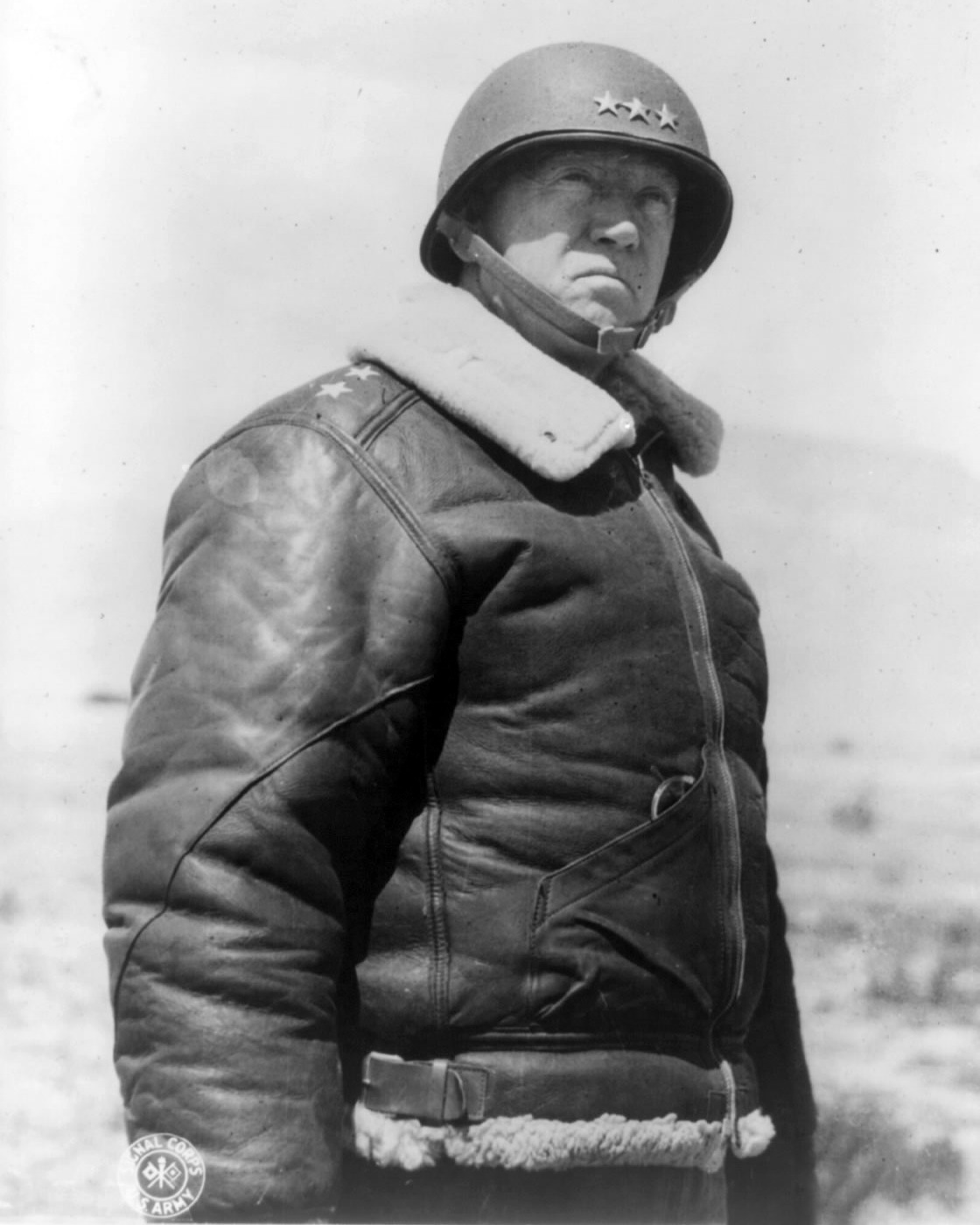
George Patton,
overleden in 1945

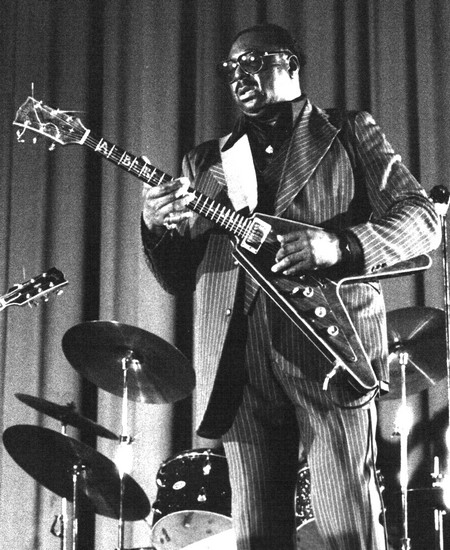
Albert King,
overleden in 1992

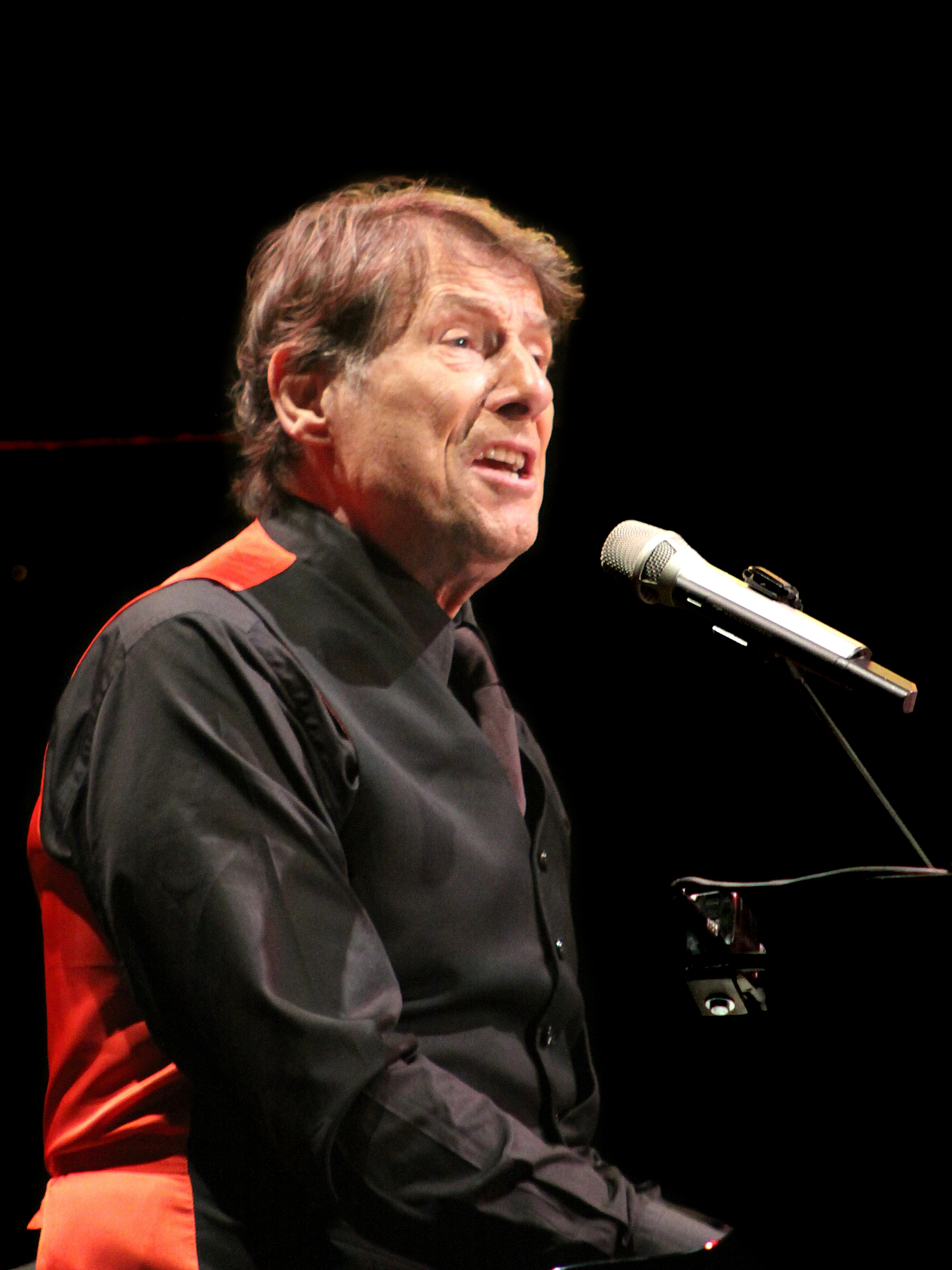
Udo Jürgens,
overleden in 2014

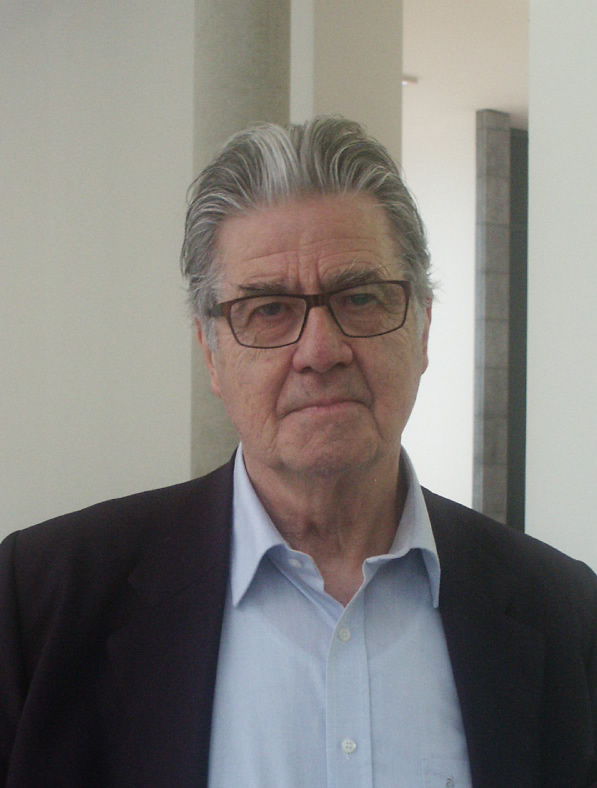
Franz Gertsch,
overleden in 2022

- 1375 - Giovanni Boccaccio (62), Italiaans dichter
- 1597 - Petrus Canisius (76), Nederlands theoloog en Jezuïet
- 1696 - Louise Moillon (ca. 87), Frans kunstschilder
- 1865 - Herman de Kat (81), Nederlands bankier en kunstverzamelaar
- 1865 - Thomas Peel (circa 72), belangrijk pionier en financier bij aanvang van de kolonisatie van West-Australië
- 1912 - Paul Gordan (75), Duits wiskundige
- 1933 - Knud Rasmussen (54), Deens-Groenlands poolreiziger
- 1935 - Kurt Tucholsky (45), Duits schrijver en journalist
- 1940 - F. Scott Fitzgerald (44), Amerikaans schrijver
- 1944 - Isabelino Gradín (47), Uruguayaans voetballer
- 1945 - Arthur Korn (75), Duits natuurkundige
- 1945 - George Patton (60), Amerikaans generaal in de Tweede Wereldoorlog
- 1947 - Jan van de Mortel (67), Nederlands jurist en politicus
- 1958 - Lion Feuchtwanger (74), Duits schrijver
- 1962 - Gary Hocking (25), Zimbabwaans motor- en autocoureur
- 1962 - Franz Tielemans (56), Belgisch politicus
- 1968 - Vittorio Pozzo (82), Italiaans voetballer en voetbalcoach
- 1972 - Hugh Edwards (66), Brits roeier
- 1972 - Paul Hausser (92), Duits militair
- 1974 - Rex Easton (61), Amerikaans autocoureur
- 1975 - Hans van Assumburg (54), Nederlands schrijver en journalist
- 1981 - Fons Aler (85), Nederlands topfunctionaris en militair
- 1984 - Karl Roemer (84), Duits jurist, advocaat-generaal bij het Europees Hof van Justitie
- 1985 - Georg Trump (89), Duits kunstenaar, typograaf, letterontwerper, schilder en docent
- 1986 - Willy Coppens de Houthulst (94), Belgisch Eerste Wereldoorlog luchtaas
- 1988 - Niko Tinbergen (81), Nederlands etholoog
- 1992 - Albert King (63), Amerikaans gitarist
- 1996 - Alfred Tonello (67), Frans wielrenner
- 1997 - Sacco van der Made (79), Nederlands acteur
- 1998 - Edmond de Goeyse (91), Belgisch schrijver
- 2002 - Jeu van Bun (84), Nederlands voetballer
- 2004 - Lennart Bernadotte (95), prins van Zweden
- 2006 - Saparmurat Niazov (66), Turkmeens president-dictator
- 2006 - Ramon Obusan (68), Filipijns danser, dansleraar en choreograaf
- 2006 - Sydney Wooderson (92), Brits atleet
- 2010 - Enzo Bearzot (83), Italiaans voetballer en voetbalcoach
- 2010 - James Richard Pennington van Hoey Smith (89), Nederlands dendroloog
- 2011 - Gerd Deutschmann (76), Duits acteur
- 2011 - Jevgeni Roedakov (69), Sovjet-voetbaldoelman
- 2012 - Lee Dorman (70), Amerikaans basgitarist
- 2012 - Valère Quaghebeur (88), Belgisch politicus
- 2013 - John Eisenhower (91), Amerikaans diplomaat, ambassadeur en zoon van Dwight D. Eisenhower
- 2014 - Walter De Buck (80), Belgisch zanger en Gents volksfiguur
- 2014 - Udo Jürgens (80), Oostenrijks zanger
- 2014 - Sitor Situmorang (91), Indonesisch schrijver
- 2014 - Billie Whitelaw (82), Brits actrice
- 2015 - Lidi van Mourik Broekman (98), Nederlands beeldhouwster
- 2016 - Betty Loo Taylor (87), Amerikaans jazzpianiste
- 2017 - Dominic Frontiere (86), Amerikaans (film)componist, accordeonist en arrangeur
- 2017 - Halvard Kausland (72), Noors jazzgitarist
- 2017 - Bruce McCandless (80), Amerikaans astronaut
- 2017 - Mona Sulaiman (75), Filipijns atlete
- 2019 - Martin Peters (76), Engels voetballer
- 2020 - Joost Bellaart (69), Nederlands hockeycoach
- 2021 - Derk Jan Klompsma (93), Nederlands tekstdichter
- 2022 - Franz Gertsch (92), Zwitsers kunstschilder
- 2022 - Gordon Giovanelli (97), Amerikaans roeier
- 2022 - György Tumpek (93), Hongaars zwemmer
- 2023 - Lenka Hlávková (49), Tsjechisch musicologe
- 2023 - Agaath Meulenbroek (80), Nederlands actrice
- 2023 - Robert Solow (99), Amerikaans econoom en Nobelprijswinnaar
- 2023 - Jean-Claude Van Rode (72), Belgisch vakbondsleider, rechter en politicus
- 2024 - Don Martina (89), Curaçaos politicus
- 2024 - Hudson Meek (16), Amerikaans acteur
- 2024 - Willy Meysmans (94), Belgisch beeldhouwer

## Viering/herdenking

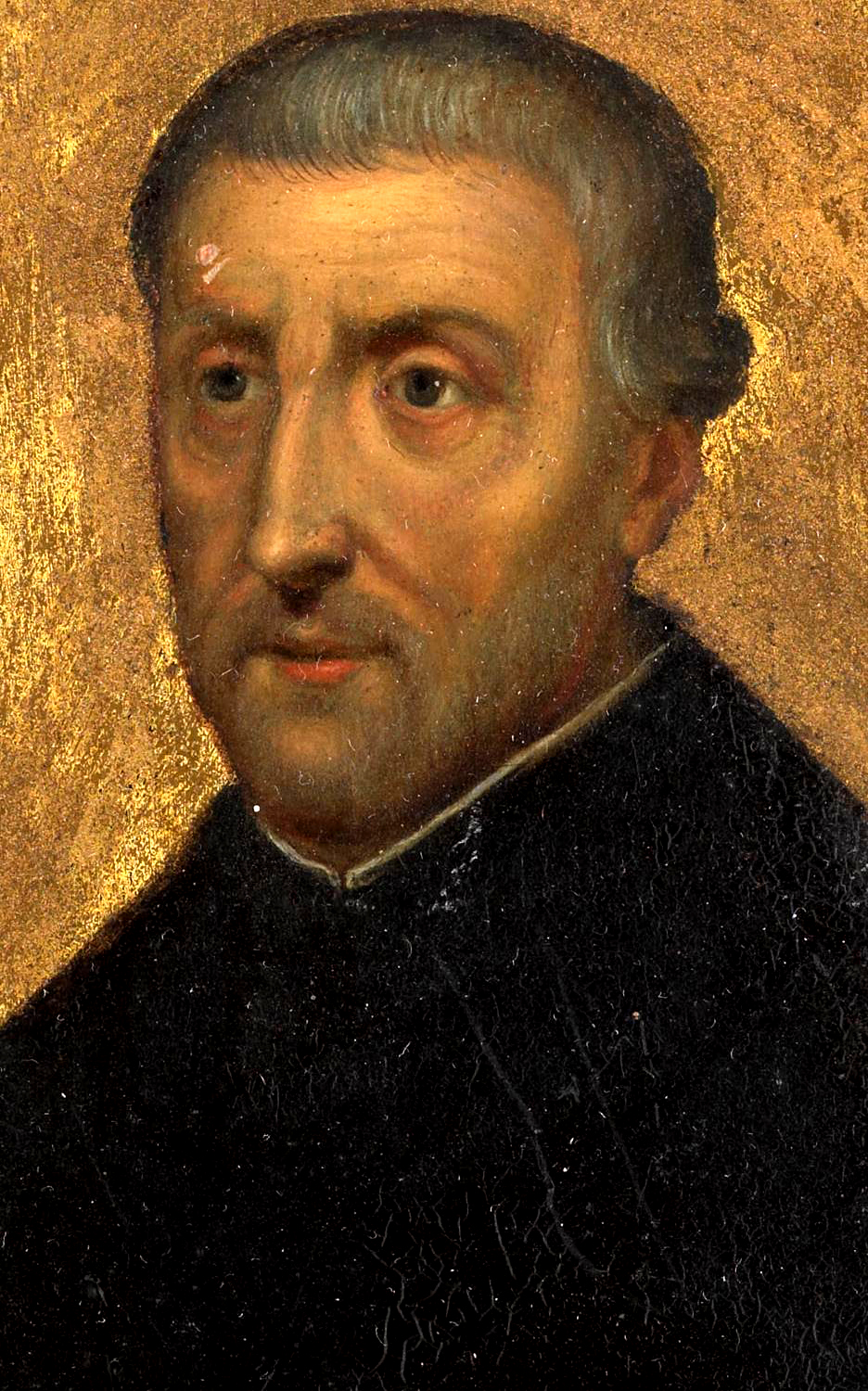
H. Petrus Canisius

- 2000-2001, 2004-2005, 2008-2009, 2012-2013, 2016-2018, 2020-2022, 2024-2026, 2028-2030, 2032-2034, 2036-2038, 2040-2042, 2044-2046, 2048-2049 - Begin van de astronomische winter[18]
- In het Romeinse Rijk viert men de saturnaliën ter ere van de Winterwende
- In noordelijk Europa is dit eveneens de dag van de zonnewende die in de periode van 12 dagen viering van het Joelfeest valt.
- Rooms-katholieke kalender:
  - Heilige Petrus Canisius († 1597) - Vrije Gedachtenis
  - Feestdag van de H. Thomas, in Zuid-Oost Friesland traditioneel de eerste van tien dagen Sint-Thomasluiden.
  - Heilige Glycerius van Nicomedië († 303)
  - Heilige Baudacarius († 650)
  - Heilige Berenwald († 8e eeuw)
  - Heilige Adrianus van Dalmatië († 13e eeuw)
  - Heilige Micha († 8e eeuw v.Chr.)
  - Zalige Hincmar van Reims († 882)
- Oosters-Orthodoxe kalender:
  - Heilige Juliana van Nicomedië († c. 305)
- Winterfeest
- Yalda

## Weerextremen

### Nederland
| | Officiële records | Officiële records | Officiële records |      | Landelijke records | Landelijke records | Landelijke records      |
| Gebeurtenis | Jaar              | Extreem           | Locatie           | Jaar | Extreem            | Locatie            |                         |
| --- | ----------------- | ----------------- | ----------------- | ---- | ------------------ | ------------------ | ----------------------- |
| Laagste etmaalgemiddelde temperatuur (°C) | 1946              | −11,1             | De Bilt           |      | 1946               | −11,1              | De Bilt                 |
| Hoogste etmaalgemiddelde temperatuur (°C) | 1989              | 13,3              | De Bilt           |      | 1989               | 13,8               | Eindhoven               |
| Laagste minimumtemperatuur (°C) | 1946              | −15,6             | De Bilt           |      | 2010               | −16,6              | Lelystad                |
| Hoogste minimumtemperatuur (°C) | 1989              | 11,5              | De Bilt           |      | 1989               | 12,2               | Eindhoven               |
| Laagste maximumtemperatuur (°C) | 1938              | −8,6              | De Bilt           |      | 1938               | −8,6               | De Bilt                 |
| Hoogste maximumtemperatuur (°C) | 1989              | 14,9              | De Bilt           |      | 1989               | 16,0               | Volkel                  |
| Hoogste uurgemiddelde windsnelheid (m/s) | 1954              | 16,5              | De Bilt           |      | 1954               | 28,8               | Leeuwarden              |
| Hoogste windstoot (m/s) | 1954              | 35,0              | De Bilt           |      | 2003               | 38,0               | Huibertgat              |
| Langste zonneschijnduur (uur) | 1940              | 6,7               | De Bilt           |      | 1940               | 6,9                | Eelde                   |
| Langste neerslagduur (uur) | 2001              | 15,2              | De Bilt           |      | 1991               | 21,0               | Maastricht              |
| Hoogste etmaalsom van de neerslag (mm) | 2020              | 21,2              | De Bilt           |      | 1991               | 27,4               | Maastricht              |
| Laagste etmaalgemiddelde relatieve vochtigheid (%) | 1996              | 65                | De Bilt           |      | 1929 1940          | 61                 | Maastricht Vlissingen   |
| Laagste uurwaarde luchtdruk op zeeniveau (hPa) | 1925              | 969,6             | De Bilt           |      | 1925               | 966,3              | De Kooy                 |
| Hoogste uurwaarde luchtdruk op zeeniveau (hPa) | 2006              | 1043,3            | De Bilt           |      | 2006               | 1043,6             | Schiphol, Valkenburg ZH |
| Officiële records worden altijd gemeten op het KNMI-weerstation in De Bilt. Landelijke records kunnen worden gemeten op elk officieel KNMI-weerstation in Nederland. |                   |                   |                   |      |                    |                    |                         |

Uitzonderlijke gebeurtenissen
- 1946 - Officieel laagste minimumtemperatuur in °C van het jaar gemeten in De Bilt: −15,6
- 1989 - Officieel hoogste minimumtemperatuur in °C van december dit jaar gemeten in De Bilt: 11,5
- 1989 - Laatste landelijke zachte dag van het jaar gemeten in Eindhoven, Twenthe en Volkel (maximumtemperatuur ≥ 15 °C op een officieel weerstation)
- 2008 - Officieel hoogste minimumtemperatuur in °C van december dit jaar gemeten in De Bilt: 6,5
- 2023 - Officieel hoogste uurgemiddelde windsnelheid in m/s van december dit jaar gemeten in De Bilt: 10,0 (voorlopig)
- 2023 - Landelijk hoogste uurgemiddelde windsnelheid in m/s van december dit jaar gemeten in Huibertgat, Lauwersoog en Vlieland: 21,0 (voorlopig)
- 2023 - Landelijk hoogste windstoot in m/s van december dit jaar gemeten in Stavoren en Vlieland: 33,0 (voorlopig)

### België
Dagrecords
- 1938 - Laagste etmaalgemiddelde temperatuur −11,1 °C
- 1989 - Hoogste etmaalgemiddelde temperatuur 11,6 °C
- 1938 - Laagste minimumtemperatuur −14,5 °C
- 1989 - Hoogste maximumtemperatuur 14,3 °C
- 1911 - Hoogste etmaalsom van de neerslag 17,2 mm

Uitzonderlijke gebeurtenissen
- 1932 - Maximumtemperatuur tot 12,5 °C op de Baraque Michel (Jalhay).
- 1946 - Minimumtemperatuur tot −13,2 °C in Koksijde en −17,3 °C in Rochefort.
- 1991 - Grote neerslaghoeveelheden: tot 94 mm in Elsenborn. Deze neerslag veroorzaakt overstromingen.
- 2009 - Sneeuwbuien in het hele land. Op sommige plekken valt rond 20 cm sneeuw.

<< · 1 · 2 · 3 · 4 · 5 · 6 · 7 · 8 · 9 · 10 · 11 · 12 · 13 · 14 · 15 · 16 · 17 · 18 · 19 · 20 · 21 · 22 · 23 · 24 · 25 · 26 · 27 · 28 · 29 · 30 · 31 · >>